# Джерело б/н (Боронява)
Джерело б/н — гідрологічна пам'ятка природи місцевого значення. Об'єкт розташований на території Хустського району Закарпатської області, с. Боронява, урочище «Проба».
Площа — 0,3 га, статус отриманий у 1984 році.